# 熊本ラーメン

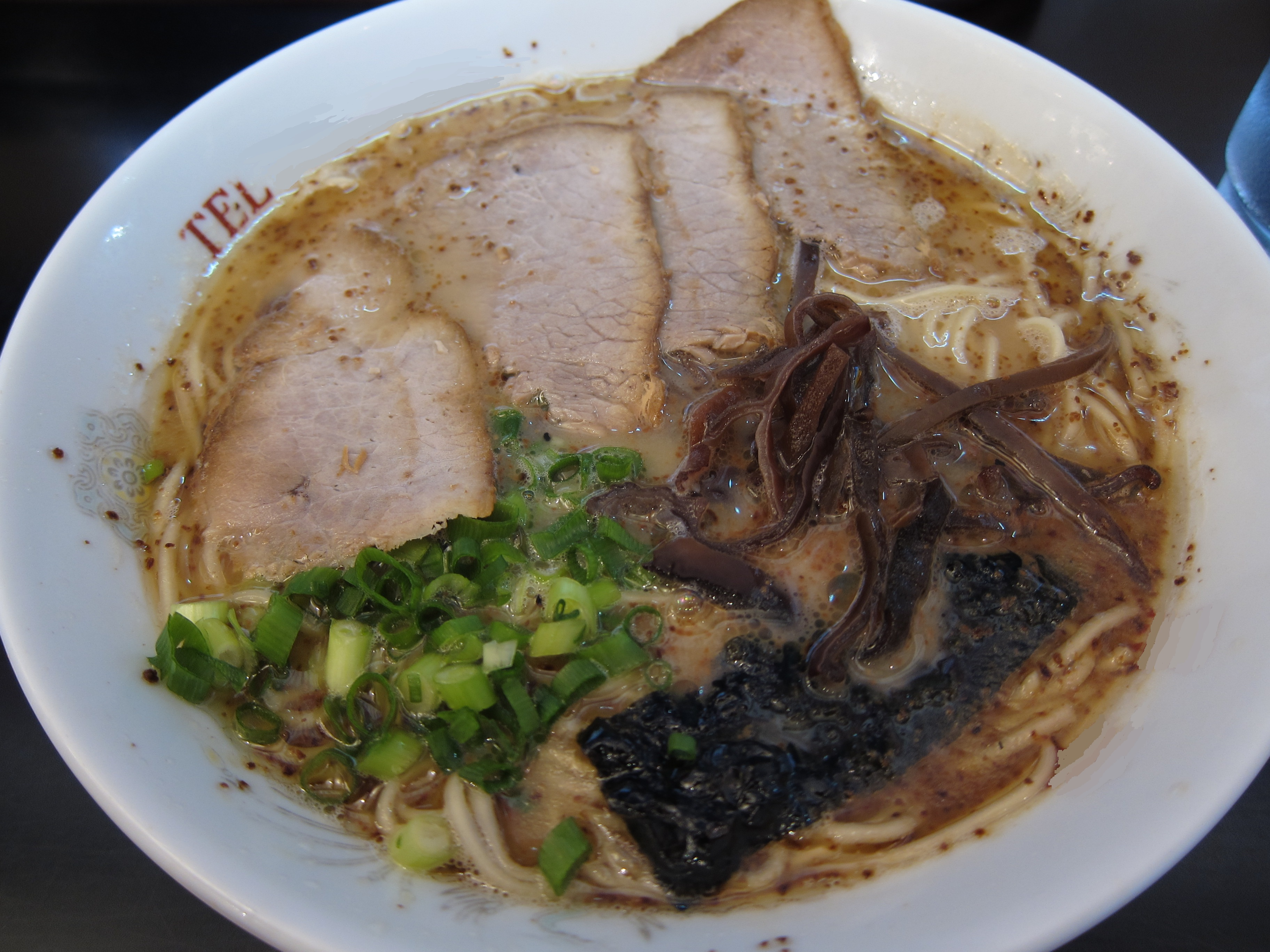
熊本ラーメン

熊本ラーメン（くまもとラーメン）は、熊本県熊本市を中心に作られる豚骨ラーメン。

## 概要
豚骨ラーメン発祥の地である福岡県久留米市から、熊本県玉名市を経て、熊本市とその周辺地域に伝播したラーメンである。玉名ラーメンや博多ラーメン（長浜ラーメン）に比べると太い麺を使い、また、スープに鶏ガラが加わるのが特色である（詳しくは#特徴参照）。

## 特徴
スープには豚骨に鶏ガラを使うが、豚頭骨のみでスープを取る店も少なくない。また、スープにチップ状にした揚げにんにくやマー油（にんにくを揚げた油）、フライドガーリックなどを入れるのも特徴である。このため、豚骨のアクが強い博多ラーメンなどに比べまろやかな味わいとなっている。
久留米ラーメン・玉名ラーメンとの最大の違いは、スープを当日に使い切り、継ぎ足しが無い点にあるという。これによりいわゆる「トンコツ臭」を抑えている。
麺は低加水の中太ストレート麺を使い、やや堅めに茹で上げる。
具材には台湾風に味付けされた煮玉子やキクラゲ、チャーシュー、メンマ、刻み小ネギ、モヤシ、海苔等が用いられる、中には豚肉の角煮、キャベツ、高菜等、店によっては紅生姜や生ニンニクが入る。

## 歴史

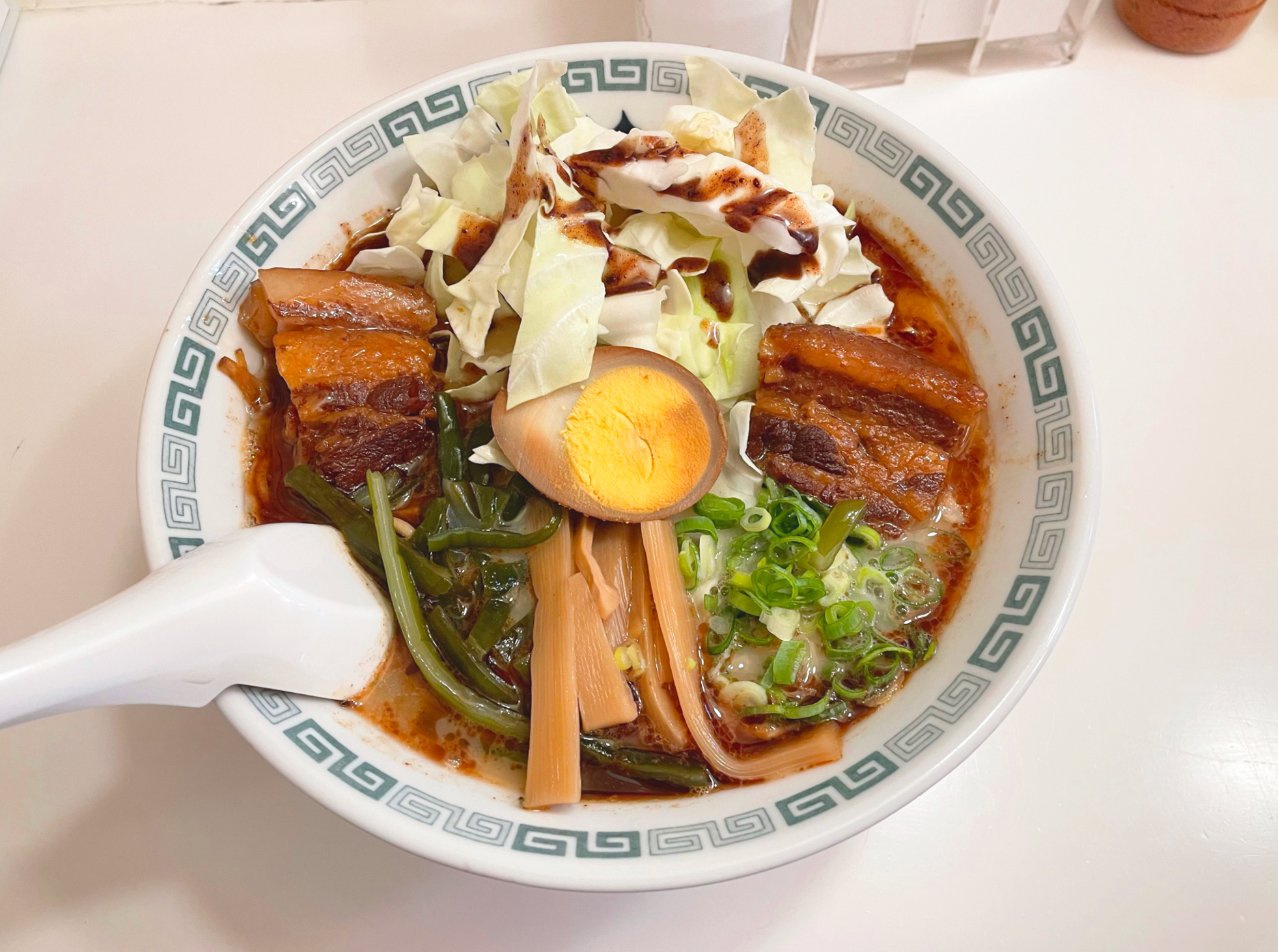
桂花ラーメンの「太肉麺」。

昭和28年（1953年）秋に木村一が「松葉軒」を熊本市内に、昭和29年（1954年）には山中安敏が「こむらさき」をオープンさせる。劉壇祥は昭和30年（1955年）から「桂花」で調理を務めていたが、のちに独立して「味千」を創業する。なお、ニンニクをラーメンに入れるという手法は「桂花」時代に劉が開発したもの。
この三人はもともと不動産業、中古車販売業を営んでいたが、昭和28年（1953年）に北部九州を襲った白川大水害によって頓挫する。このときに、三人は昭和27年（1952年）に国鉄高瀬駅（現・JR玉名駅）前に出店し人気となっていたラーメン店「三九」を訪れた。三人はそのラーメンに感銘を受け、ラーメン店をあらたな商売として始めることとした。
現在では熊本市内を中心に広く食されているほか、「桂花」や「こむらさき」が関東に進出し、また「味千ラーメン」が中国で多くのチェーン店を展開するなど、熊本県外への進出もみられる。